# Chraniteli
Chraniteli (russisch Хранители ‚Hüter‘) ist ein sowjetischer Fernsehfilm-Zweiteiler von Natalja Serebrjakowa aus dem Jahr 1991, der auf dem Roman Die Gefährten basiert – dem ersten Teil von J. R. R. Tolkiens Romantrilogie Der Herr der Ringe.

## Handlung
Chraniteli besteht aus zwei Teilen, einem ersten mit ca. 50 Minuten Laufzeit und einem zweiten mit ca. 65 Minuten Laufzeit.
1. Teil
Der erste Teil beginnt mit der Feier zum 111. Geburtstag des Hobbit Bilbo Beutlin. Bilbo hat insgeheim die Absicht, die abenteuerlichen Reisen seiner Jugend wieder aufzunehmen, das Auenland für immer zu verlassen und will dem jungen Frodo seinen Besitz vererben. Auf der Feier hält Bilbo eine kurze Rede und verkündet, das Auenland für immer zu verlassen. Und so verschwindet Bilbo blitzschnell aus den Augen aller. In Wirklichkeit hat er nichts weiter getan, als den magischen Ring an seinen Finger zu stecken, den er in seinem alten Abenteuer unwissentlich einer gefährlichen und bösen Kreatur abgenommen hatte: Gollum.
Bilbo schleicht sich zu seinem Haus, unsichtbar für alle. Er hat nicht die Absicht, sich von dem Ring zu trennen. Der Zauberer Gandalf überzeugt ihn jedoch, den Ring – zusammen mit dem Rest seines Erbes – Frodo zu überlassen. Gandalf warnt Frodo eindringlich davor, den magischen Ring zu benutzen. Frodo erfährt von Gandalf, dass es sich um den Ring des dunklen Herrschers Sauron handelt. Sauron, der in sein altes Reich Mordor zurückgekehrt ist, lässt seine Diener, die Nazgûl, nach dem Ring suchen, durch den er seine alte Stärke wiedererlangen würde. In einer Reihe von Rückblenden werden die Nazgûl auf schwarzen Pferden reitend gezeigt, gefolgt von Smeagols Verwandlung in das Ungeheuer Gollum und seinem Verhör durch Gandalf. Frodo soll den Ring nun dort vernichten, wo er erschaffen wurde: im Schicksalsberg in Mordor.
Frodo und seine drei Freunde – Sam, Merry und Pippin – brechen auf nach Mordor und treffen wenig später auf Bauer Maggot, der ihnen Unterschlupf gewährt. Sie verlassen das Auenland und kommen in den Alten Wald, wo Merry vom Alten Weidenmann gefangen genommen, aber von Tom Bombadil gerettet wird. Dieser bringt die Hobbits zu seinem Haus, wo sie von seiner Frau Goldbeere erwartet werden. Die Hobbits machen sich danach wieder auf den Weg und werden in den Hügelgräberhöhen erneut in eine Falle gelockt, dieses Mal vom untoten Grabunhold.
2. Teil
Im zweiten Teil legt der Grabunhold die bewusstlosen Hobbits in seinen Grabhügel und bereitet ihre Beerdigung vor. Frodo wacht auf und ruft Tom Bombadil herbei, der die Protagonisten befreit. Sie wandern durch einen verschneiten Wald nach Bree und erreichen das Gasthaus Zum Tänzelnden Pony, wo sie einkehren. Frodo tanzt und singt mit einer Frau, aber durch mysteriöse Umstände setzt Frodo den Ring auf und verschwindet, zum Entsetzen der anwesenden Gäste. Als er wieder sichtbar ist, wird er von einem geheimnisvollen Gast angesprochen; Frodo gibt aber nicht zu erkennen, wer er wirklich ist. Zu Anfang misstrauen sie dem geheimnisvollen Gast, doch als der Wirt Frodo eine Nachricht von Gandalf überreicht, erfahren sie, wer er ist: „Streicher“ alias Aragorn, der sich als Verbündeter ausweist.
Die Hobbits reisen mit Aragorn nach Bruchtal, wobei sie bei der Wetterspitze den Nazgûls begegnen. Frodo wird verwundet und verliert das Bewusstsein. Die Gruppe erreicht Bruchtal, wo Frodo zur Besinnung kommt, und treffen wieder auf Gandalf. In Bruchtal wird eine Ratssitzung abgehalten, in der Abgesandte der Elben, Zwerge und Menschen beraten, was mit dem Ring geschehen soll. Nach langer Diskussion wird beschlossen, dass eine Gruppe aus neun Gefährten – die vier Hobbits, Gandalf, Aragorn, Boromir, Legolas und Gimli – nach Mordor aufbrechen soll, um den Ring in die Feuer des Schicksalsberges zu werfen.
In einer Rückblende trifft Gandalf auf Saruman und sieht, dass dieser mit seiner Ork-Armee auf die Seite des Bösen übergetreten ist. Saruman sperrt Gandalf in seinen Turm Orthanc, doch Gandalf wird vom Adler Gwaihir gerettet.
Die Gemeinschaft reist in die Unterwelt von Moria, wo sie gegen Wargen und Orks kämpfen müssen. Die Gemeinschaft kann den Kämpfen entfliehen. Als sie eine schmale Brücke über einen Abgrund überqueren, stellen sie fest, dass Gandalf vom Balrog erschlagen worden ist. Die Gemeinschaft kommt in Lothlórien an und trifft dort auf die Elfe Galadriel. Frodo bietet ihr den Ring an, doch sie weiß, dass die ungeheure Macht des Rings auch ihr Herz verderben und sie in eine schreckliche Königin verwandeln könnte, und lehnt Frodos Angebot ab. An dieser Stelle ist erstmals das Auge des dunklen Herrschers Sauron zu sehen, das den Ring sucht. Boromir wird vom Verlangen nach dem Ring überwältigt und versucht, Frodo den Ring abzunehmen, doch Frodo kann ihm entgehen. Frodo und Sam brechen allein nach Mordor auf.

## Hintergrund

### Drehbuch
Die literarische Grundlage für das Fernsehspiel ist der erste Teil von J. R. R. Tolkiens Romantrilogie Der Herr der Ringe, der in den 1980er Jahren von Wladimir Pawlowitsch Murawjow und Andrei Kistjakowski übersetzt und 1982 veröffentlicht wurde. In dieser Version des Textes wird Aragorn als „Wanderer“ bezeichnet, der Nachname von Beutlin wird mit Torbins übersetzt und Bruchtal wird Razdol genannt. Goldbeere heißt Solotinka, was übersetzt „Goldflocke“ oder „Goldlöckchen“ bedeutet, und bezieht sich auf das Goldabbaugebiet in Sibirien. Das Drehbuch behält alle wichtigen Handlungsstränge bei. Chraniteli greift – im Gegensatz zu der Verfilmung von Peter Jackson – auch die Geschichte von Tom Bombadil auf und enthält Figuren wie Goldbeere und den Grabunhold, sowie die Geschehnisse um den Alten Wald.

### Produktion
Chraniteli wurde 1991 im Studio des Leningrader Fernsehens gedreht, die bereits 1985 den Roman Der Hobbit von Tolkien verfilmten. Regisseurin und Drehbuchautorin war Natalja Serebrjakowa. Die Musik wurde von Andrei Romanow komponiert, einem Mitglied der russischen Rockband Aquarium, der auch als Erzähler fungierte. Legolas wurde von Olga Serebrjakow, der Tochter der Regisseurin, gespielt. Viele der Figuren sehen ganz anders aus als im Buch und in Jacksons Filmen: Gandalf trägt keinen Hut und keinen langen Bart, die Hobbits sind Männer mittleren Alters, Galadriel ist eine reife Frau.
Die Schöpfer des Werks nutzten die Spezialeffekte der damaligen Zeit, sehr oft wurde die Greenscreen-Technik eingesetzt. Da nahezu kein Budget zur Verfügung stand, wurden nur die Kostüme und Requisiten verwendet, die in den Lagerräumen des Leningrader Fernsehstudios zu finden waren. Viktor Kostezki, der Gandalf spielte, erinnerte sich später daran, dass für die Dreharbeiten nicht neun, sondern nur vier Pferde für die Nazgûls zur Verfügung standen. Laut dem Schauspieler Sergei Schelgunow, der Merry spielte, wurden die gesamten Dreharbeiten innerhalb einer Woche in etwa neun Stunden abgeschlossen. Das Leningrader Fernsehen gab ihnen nur drei Stunden Zeit, um Szenen im Studio drehen zu können. Auch die Darsteller selbst hatten kaum Zeit zur Verfügung: für die Dreharbeiten konnten sie nur zwischen den Theaterproben und den abendlichen Theateraufführungen sich freinehmen, in der theaterfreien Zeit zwischen 15 Uhr und 18 Uhr. Das Ensemble probte ca. eine Stunde und begann dann sofort mit den Dreharbeiten.

„Wir haben alles Mögliche benutzt, was der Fernsehsender zu der Zeit zu bieten hatte. Die Kulissen, die billigen Plastikrequisiten, die Perücken und das Make-up, einfach alles, was wir dort kostenlos finden konnten.“

Waleri Djatschenko, der Frodo spielte, erinnerte sich an einen Vorfall, bei dem einer seiner Schauspielkollegen während der Dreharbeiten seine Perücke verbrannte. Das Feuer wurde durch eine brennbare Flüssigkeit entfacht, die in die Fackeln gegossen wurde.

### Veröffentlichung
Chraniteli wurde einmalig am 13. April (1. Teil) und 14. April 1991 (2. Teil) im Rahmen des Kinderprogramms vom Leningrader Fernsehen gezeigt. Der Film galt danach als verschollen.
Nach langer Suche wurde der Film in den Leningrader Fernseharchiven im Sommer 2020 wiederentdeckt. Zunächst musste der Film für 9000 Rubel (ca. 100 Euro) gekauft werden, um ihn in privaten Kreisen sehen zu können – eine öffentliche Vorführung oder Weiterverbreitung des Films war untersagt worden und wurde mit einer Geldstrafe in Höhe von 300.000 Rubel belegt (ca. 3400 Euro). Am 27. März 2021 wurde Chraniteli auf dem YouTube-Kanal des russischen Fernsehsenders 5TV veröffentlicht, dem Nachfolger vom Leningrader Fernsehen. Er wurde dort innerhalb weniger Tage mehr als 1,5 Millionen Mal angeschaut.
Nachdem Natalja Serebrjakowa erfahren hatte, dass der Film gefunden worden war, äußerte sie den Wunsch, eine Fortsetzung zu drehen.

## Rezeption
Aufgrund der veralteten Spezialeffekte, der spartanischen Ausstattung und der allgemeinen Naivität stieß das Stück bei den Zuschauern auf gemischte Reaktionen. Kritiker merkten jedoch an, dass die Handlung von Chraniteli dem Originalbuch treuer folgt als Jacksons Filmtrilogie. The Guardian bezeichnete die Kostüme und die Szenenbilder als „rudimentär“ und die Spezialeffekte als „aberwitzig“. Die BBC beschrieb den Film als eine „seltsam psychedelische sowjetische Neuinterpretation“, ganz im Gegensatz zu Jacksons späterem Werk. Die Kostüme erinnerten an Theaterstücke von William Shakespeare oder Lope de Vega.

„Es ist sehr einfach, sehr primitiv. Aber jeder kann sehen, dass wir mit dem, was wir zur Verfügung hatten, das Beste gemacht haben.“